# Udačnaja

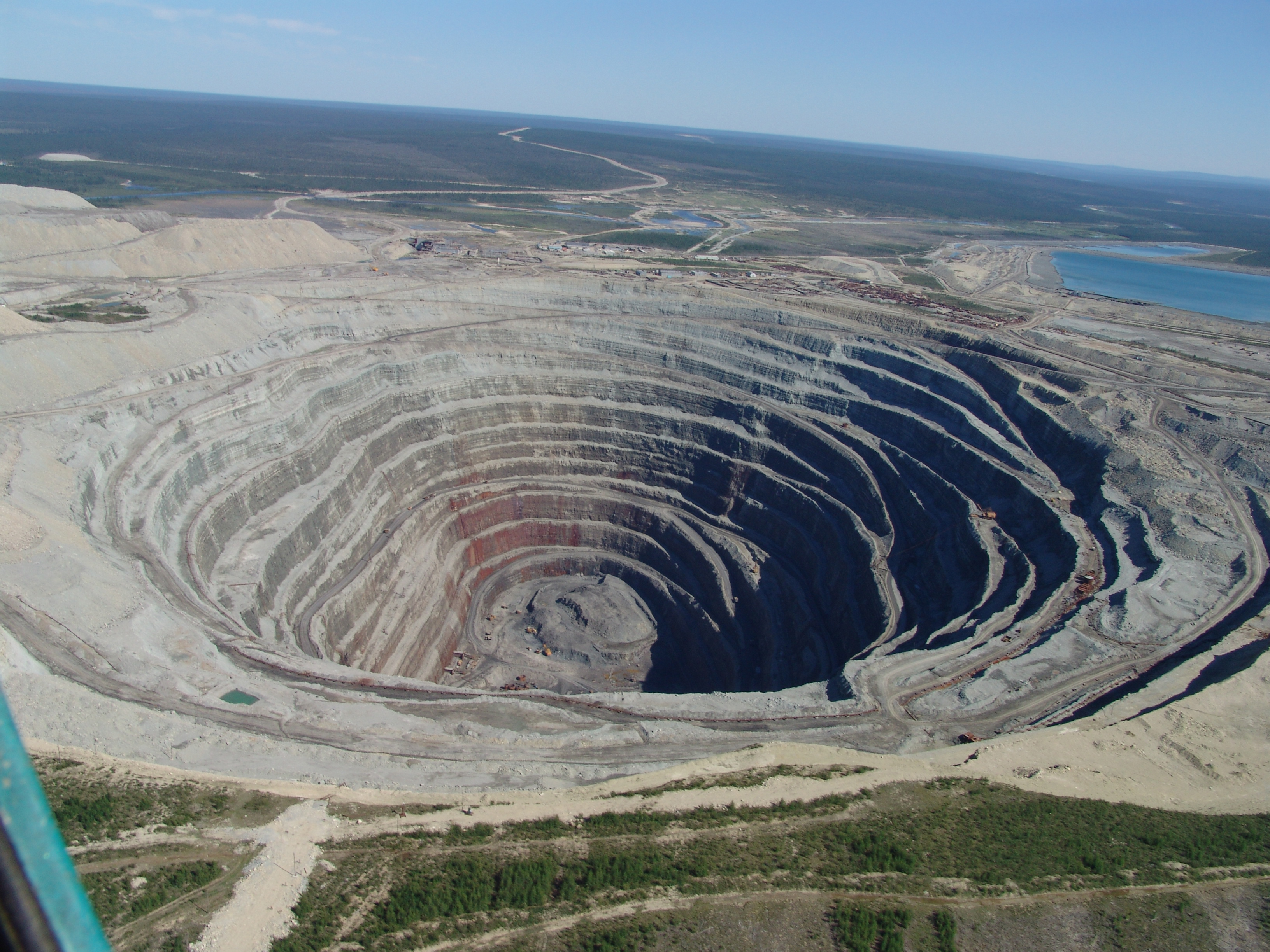
Důl Udačnaja

Udačnaja (rusky Тру́бка Уда́чная, doslova Úspěšná jáma) je povrchový důl na kimberlit, který se nachází v ruské republice Sacha, 20 km severně od polárního kruhu u řeky Daldyn. Kráter patří k největším umělým jámám na světě, má průměr ústí okolo 1600 metrů a je hluboký 640 metrů.
V červnu roku 1955 objevila geologická výprava vedená Vladimirem Ščukinem, že zdejší horniny obsahují značné množství diamantů. Pravidelná těžba byla zahájena v roce 1982, pro zaměstnance dolu bylo nedaleko postaveno nové město Udačnyj. Důl provozuje akciová společnost Alrosa, která od roku 2014 přešla na hlubinnou těžbu. Největším diamantem, který zde byl nalezen, je Alexandr Puškin o váze 320 karátů, ročně se vytěží diamanty o celkové hmotnosti okolo deseti milionů karátů.
Z naleziště pochází diamant, který patří k nejstarším na Zemi. Stáří 3,5 miliardy let určili vědci z Ústavu geologie a mineralogie V. S. Soboleva Ruské akademie věd (Институт геологии и минералогии имени В. С. Соболева СО РАН). Je to první nález svého druhu.
V sousedství leží další významné kimberlitové doly Zarnica a Mir. 